# 定位尺
定位尺是專門來固定物件的輔助工具，在此指動畫繪製時固定動畫紙使用的工具。
定位尺是動畫繪製時必備的工具之一，專門用來固定動畫紙以防紙張在繪製的過程中移位。
一般使用的定位尺上有三個突起物(兩個條狀、一個圓形)，而動畫紙上也有對應的孔穴，突起物可能會因為製造商、國家、製作公司而有不同的規格與數量。
材質有塑膠、鋼、鐵，也有部分製作成尺的部分是塑膠，而突起物使用鋼、鐵的。